# 太平湖镇
太平湖镇，是中华人民共和国安徽省黄山市黄山区下辖的一个乡镇级行政单位。

## 行政区划
太平湖镇下辖以下地区：
和平村、汪王岭村、共幸村、南安村、二都村、广阳村和朝阳村。